# Boguszyce (powiat stargardzki)
Boguszyce (niem. Burghagen, nazwa przejściowa – Burghaga) – osada w Polsce położona w województwie zachodniopomorskim, w powiecie stargardzkim, w gminie Dolice. Miejscowość wchodzi w skład sołectwa Dobropole Pyrzyckie, 4 km na południowy wschód od Dolic (siedziby gminy) i 24 km na południowy wschód od Stargardu (siedziby powiatu).
W latach 1975–1998 miejscowość położona była w województwie szczecińskim.